# Monteveglio
Monteveglio (emilián nyelven Måntvî) település Olaszországban, Emilia-Romagna régióban, Bologna megyében. Lakosainak száma 5334 fő (2013. december 31.). Monteveglio Castello di Serravalle, Monte San Pietro, Bazzano, Crespellano és Savignano sul Panaro községekkel határos.

## Népesség
A település lakossága az elmúlt években az alábbi módon változott:

| 2010 | 5 286 |
| 2013 | 5 334 |